# Slakovtsi
Slakovtsi (bulgariska: Слаковци) är ett distrikt i Bulgarien.   Det ligger i kommunen Obsjtina Breznik och regionen Pernik, i den västra delen av landet, 30 km väster om huvudstaden Sofia.
Trakten runt Slakovtsi består i huvudsak av gräsmarker. Runt Slakovtsi är det ganska tätbefolkat, med 172 invånare per kvadratkilometer.